# Магада
Магада је била држава која је постојала у северној Индији од око 1200. године п. н. е. до 322. године п. н. е. Она је била регион а један од шеснаест Махаџанапада друге урбанизације (600–200. п. н. е.) у данашњем јужном Бихару (пре проширења) у источну равницу Ганга. Магадом су владале династија Брихадрата, династија Прадјота (682–544. п. н. е.), династија Харјанка (544–413. п. н. е.), династија Шејшунага (413–345. п. н. е.) и династија Маурјан на крају. Села су имала своје скупштине под својим локалним поглаварима званим грамаке. Њихове управе су биле подељене на извршне, судске и војне функције.
Магада је одиграла важну улогу у развоју џаинизма и будизма. Наследила су је четири велика царства северне Индије, царство Нанда (око 345–322. п. н. е.), царство Маурија (око 322–185. п. н. е.), царство Шунга (око 185–78. п. н. е.) и царство Гупта (око 319–550). Царство Пала је такође владало Магадом и одржавало је краљевски логор у Паталипутри.
Питипати из Бод Гаје називали су се Магададипати и владали су деловима Магаде до 13. века.

## Географија
Територија самог краљевства Магада пре његовог ширења била је ограничена на северу, западу и истоку рекама Ганг, Сон и Чандан, а источни огранци планине Виндја чинили су његову јужну границу. Територија првобитног краљевства Магада је тако одговарала савременим окрузима Патна и Гаја у индијској држави Бихар.
Регион Велике Магаде је такође укључивао суседне регионе у источним Ганшким равницама и имао је посебну културу и веровање. Већи део Друге урбанизације одвијао се овде од око 500. п. н. е. и ту су настали џаинизам и будизам.

## Историја
Магада је настала у 7. веку п. н. е. у северној Индији, у области данашњег јужног Бихара и дела источног Утар Прадеша. Први познати датум историје Магаде сматра се почетком документоване историје Индије. Под првом династијом Шајшунага, држава се проширује на територије данашњег Бихара, Малве и јужне Орисе. Магадски краљеви у Индију први уводе стајаћу војску. По писању савременика, краљ Дана из династије Нанда располагао је са 20.000 коњаника, 200.000 пешака, 2000 кола и 3000 слонова. Највећа камена тврђава Индије саграђена је око Паталипутре, престонице Магаде. Крајем 4. века п. н. е. власт прелази у руке моћне Маурја династије. Под њом Магада израста у моћно царство које се гаси један век касније. 
Неки научници су идентификовали племе Киката, које се помиње у Ригведи (3.53.14) са њиховим владаром Прамагандом, као претке Магаде, јер се Киката користи као синоним за Магаду у каснијим текстовима. Као Магаде у Атарваведи, Ригведа говори о Кикатама као о непријатељском племену, које живи на границама браманске Индије, које није вршило ведске ритуале.
Најраније спомињање народа Магада јавља се у Атарваведи, где се налазе на листи заједно са Ангама, Гандарима и Муџаватима. Језгро краљевства је била област Бихара јужно од Ганга; његова прва престоница била је Раџагриха (данашњи Раџгир), затим Паталипутра (савремена Патна). Раџагриха је у почетку била позната као 'Гириврија', и касније је тако постала позната за време владавине Аџаташатра. Магада се проширила на већи део Бихара и Бенгала освајањем Ваџика лиге и Анге. Краљевство Магада је на крају обухватило Бихар, Џарканд, Оришу, Западни Бенгал, источни Утар Прадеш и области које су данас нације Бангладеша и Непала.
Древно краљевство Магада се увелико помиње у џаинистичким и будистичким текстовима. Такође се помиње у Рамајани, Махабхарати и Пуранама.
Мало је доступних поузданих информација о раним владарима Магаде. Најважнији извори су будистички Пали канон, Џејнске агаме и хиндуистичке Пуране. На основу ових извора, чини се да је Магадом владала династија Харјанка током 200 година, око 543. до 413. п. н. е.
Гаутама Буда, оснивач будизма, провео је већи део свог живота у краљевству Магади. Постигао је просветљење у Бод Гаји, одржао је своју прву проповед у Сарнату, а Први будистички савет је одржан у Рајгрихи.